# Саво Скоко
Саво Скоко (Југовићи, Гацко, 4. јануар 1923 — Београд, 20. септембар 2013) био је српски историчар и пуковник ЈНА.

## Биографија
Био је учесник НОБ-а. Завршио је основну школу у Фојници а гимназију, Пешадијску официрску школу и Филозофски факултет у Београду. Од 1966. до 1968. похађао је постдипломске студије на Филозофском факултету у Београду. Ту је 1968. магистрирао са тезом Спор Србије, Бугарске и Грчке око Македоније и Балкански савез и докторирао 1974. дисертацијом Други балкански рат 1913. Проучавао је војну историју Србије у 19. веку, Балканским и Првом светском рату.
За заслуге у оружаној борби против фашизма, одликован је Орденом за храброст – два пута, Орденом заслуга за народ са сребрним зрацима и Орденом братства и јединства са сребрним венцем, а за мирнодопске заслуге у изградњи и модернизацији Оружаних снага ФНРЈ: Орденом за војне заслуге са сребрним мачевима, Орденом Народне армије са сребрном звездом и Орденом Народне армије за златном звездом. Добитник је Децембарске награде ЈНА и Плакете Савезног одбора СУБНОР-а.
Један је од аутора илустроване ратне хронике Србија и Црна Гора у Балканским ратовима и Први светски рат-општа историја (1976). Написао је и велики број чланака и фељтона о српској ратној прошлости.

## Одабрана дела
- Други балкански рат 1913, I 1968. и II 1974.
- Војвода Живојин Мишић, Моје успомене (приредио за објављивање и дописао поглавља о Другом балканском и Првом светском рату). Ова књига је штампана у шест издања од 1969. до 1990.
- Војвода Степа Степановић у ратовима Србије 1876—1918. (са Петром Опачићем, шест издања од 1969. до 1990).
- Војвода Радомир Путник I и II 1984, 1985. и 1990.
- Опачић, Петар; Скоко, Саво (1981). Српско турски ратови 1876-1878. Београд: БИГЗ.
- Колубарска битка 1914. (1991, 1996)
- Покољи херцеговачких Срба 1941. (1991)
- Крваво коло херцеговачко (2002)
- Антифашистичка Невесињска пушка (2012)
- На бесмртној вертикали Српске ратне прошлости (2012)